# Огаста (Нью-Йорк)
Огаста (англ. Augusta) — місто (англ. town) в США, в окрузі Онейда штату Нью-Йорк. Населення — 2021 особа (2020).

## Демографія
Згідно з переписом 2010 року, у місті мешкало 2020 осіб у 803 домогосподарствах у складі 535 родин. Було 857 помешкань
Расовий склад населення:
| - 97,2 % — білих - 0,9 % — чорних або афроамериканців - 0,4 % — азіатів - 0,1 % — вихідців з тихоокеанських островів |

До двох чи більше рас належало 1,2 %. Частка іспаномовних становила 0,4 % від усіх жителів.
За віковим діапазоном населення розподілялося таким чином: 24,1 % — особи молодші 18 років, 61,7 % — особи у віці 18—64 років, 14,2 % — особи у віці 65 років та старші. Медіана віку мешканця становила 39,7 року. На 100 осіб жіночої статі у місті припадало 100,0 чоловіків;  на 100 жінок у віці від 18 років та старших — 98,6 чоловіків також старших 18 років.
Середній дохід на одне домашнє господарство  становив 59 097 доларів США (медіана — 51 793), а середній дохід на одну сім'ю — 72 529 доларів (медіана — 68 382). Медіана доходів становила 42 454 долари для чоловіків та 33 750 доларів для жінок. За межею бідності перебувало 19,4 % осіб, у тому числі 30,1 % дітей у віці до 18 років та 3,3 % осіб у віці 65 років та старших.
Цивільне працевлаштоване населення становило 1121 особа. Основні галузі зайнятості: освіта, охорона здоров'я та соціальна допомога — 25,2 %, будівництво — 10,9 %, виробництво — 10,8 %.